# I (logički sklop)
Logički sklop I (engl.: AND gate) obavlja logičku operaciju I (povezivanje, konjukcija). Sklop može imati 2 ili više ulaza. Na izlazu daje stanje 1 samo ako su svi ulazi u stanju 1. Ako je na bilo kojem ulazu sklopa logičko stanje 0, tada je i na izlazu stanje 0.

## Simboli
|                                    |            |            |
| Simbol prema američkim standardima | Simbol IEC | Simbol DIN |

## Algebarski izraz
Logički sklop I s ulazima A i B te izlazom Y daje sljedeći algebarski izraz: {\displaystyle Y=A\cdot B}.

## Tablica stanja
| ULAZ | ULAZ | IZLAZ |
| A    | B    | Y     |
| 0    | 0    | 0     |
| 0    | 1    | 0     |
| 1    | 0    | 0     |
| 1    | 1    | 1     |